# Mamestra andalusica
Mamestra andalusica är en fjärilsart som beskrevs av Otto Staudinger 1871. Mamestra andalusica ingår i släktet Mamestra och familjen nattflyn. Inga underarter finns listade i Catalogue of Life.